# ロボ (テレビドラマ)
『ロボ』（タガログ語: LOBO）は、フィリピンのテレビドラマ。ABS-CBNで2008年1月28日から7月11日まで放送された。タガログ語で「LOBO」は狼を指す。

## 登場人物
ライカ・レイムンド・オルテガ
演：エンジェル・ロクシン
ノア・オルテガ
演：ピオロ・パスカル